# Ablon-sur-Seine
Ablon-sur-Seine is een gemeente in het Franse departement Val-de-Marne (regio Île-de-France) en telt 5118 inwoners (2004). De plaats maakt deel uit van het arrondissement L'Haÿ-les-Roses. De inwoners worden Ablonais genoemd.
Tussen 1860 en 1864 werd er ter hoogte van Ablon-sur-Seine een sluis gebouwd op de Seine om het toenemende scheepvaartverkeer te regelen. Veertig jaar later werd er een tweede sluis gebouwd aan de andere zijde van de Seine, bij Vigneux-sur-Seine in het departement Essonne. In 1982 werd het sluizencomplex gemoderniseerd.

## Geografie
De oppervlakte van Ablon-sur-Seine bedraagt 1,1 km², de bevolkingsdichtheid is 4652,7 inwoners per km².
De onderstaande kaart toont de ligging van Ablon-sur-Seine met de belangrijkste infrastructuur en aangrenzende gemeenten.

## Demografie
Onderstaande figuur toont het verloop van het inwonertal (bron: INSEE-tellingen).

## Geboren in Ablon-sur-Seine
- Alain Poher (1909-1996), politicus